# SimCity 4: Rush Hour
A SimCity 4: Rush Hour a SimCity 4 játék kiegészítője.

## Újdonságok

### U-Drive
A kiegészítő telepítése után felülnézetben vezethetünk helikoptert, vonatot, autót, mentőautót, rendőrautót is, melyek során időre különböző feladatokat kell megoldanunk.

### Utak
Új útvonaltípusok jelentek meg:
- Földfelszíni autópálya
- Sugárút
- Egyirányú utca
- Fizetőkapu

### Tömegközlekedés
Újabb járműfajták segítik a közlekedést:
- Komp
- Egysínű vasút
- Magasvasút

### Új épületek
- nagyobb rendőrség
- nagyobb tűzoltóság + tűzoltó repülő
- nagyobb kórház
- nagyobb általános iskola